# Lonchaea lineola
Lonchaea lineola är en tvåvingeart som beskrevs av Mcalpine 1964. Lonchaea lineola ingår i släktet Lonchaea och familjen stjärtflugor. Inga underarter finns listade i Catalogue of Life.